# NGC 6087
NGC 6087（Caldwell 89、Melotte 141）は、じょうぎ座で最も明るい散開星団の1つである。約40の7-8等級の星を含み、最も明るい星は6.5等級のじょうぎ座S星である。